# Ovbokha Agboyi
Ovbokha Agboyi (Abuja, 14 dicembre 1994) è un ex calciatore nigeriano, di ruolo centrocampista.

## Carriera

### Club
Il 1º luglio 2014 è stato acquistato a titolo definitivo dalla squadra albanese dello Skënderbeu.

### Nazionale
Ha giocato nella nazionale nigeriana Under-20, con la quale nel 2013 ha anche partecipato ai Mondiali di categoria.

## Statistiche

### Presenze e reti nei club
Statistiche aggiornate al 9 maggio 2015.
| Stagione        | Squadra         | Campionato      | Campionato | Campionato | Coppe nazionali | Coppe nazionali | Coppe nazionali | Coppe continentali | Coppe continentali | Coppe continentali | Altre coppe | Altre coppe | Altre coppe | Totale | Totale |
| Stagione        | Squadra         | Comp            | Pres       | Reti       | Comp            | Pres            | Reti            | Comp               | Pres               | Reti               | Comp        | Pres        | Reti        | Pres   | Reti   |
| --------------- | --------------- | --------------- | ---------- | ---------- | --------------- | --------------- | --------------- | ------------------ | ------------------ | ------------------ | ----------- | ----------- | ----------- | ------ | ------ |
| 2014-2015       | Elbasani        | KS              | 24         | 2          | CA              | 2               | 0               | -                  | -                  | -                  | -           | -           | -           | 26     | 2      |
| Totale carriera | Totale carriera | Totale carriera | 24         | 2          |                 | 2               | 0               |                    | -                  | -                  |             | -           | -           | 26     | 2      |

### Cronologia presenze e reti in nazionale
| Cronologia completa delle presenze e delle reti in nazionale ― Nigeria under 20 | Cronologia completa delle presenze e delle reti in nazionale ― Nigeria under 20 | Cronologia completa delle presenze e delle reti in nazionale ― Nigeria under 20 | Cronologia completa delle presenze e delle reti in nazionale ― Nigeria under 20 | Cronologia completa delle presenze e delle reti in nazionale ― Nigeria under 20 | Cronologia completa delle presenze e delle reti in nazionale ― Nigeria under 20 | Cronologia completa delle presenze e delle reti in nazionale ― Nigeria under 20 | Cronologia completa delle presenze e delle reti in nazionale ― Nigeria under 20 |
| Data                                                                            | Città                                                                           | In casa                                                                         | Risultato                                                                       | Ospiti                                                                          | Competizione                                                                    | Reti                                                                            | Note                                                                            |
| ------------------------------------------------------------------------------- | ------------------------------------------------------------------------------- | ------------------------------------------------------------------------------- | ------------------------------------------------------------------------------- | ------------------------------------------------------------------------------- | ------------------------------------------------------------------------------- | ------------------------------------------------------------------------------- | ------------------------------------------------------------------------------- |
| 21-6-2013                                                                       | Turchia                                                                         | Nigeria under 20                                                                | 2 – 3                                                                           | Portogallo under 20                                                             | Mondiali Under-20 2013 - 1º turno                                               | -                                                                               |                                                                                 |
| 24-6-2013                                                                       | Turchia                                                                         | Cuba under 20                                                                   | 0 – 3                                                                           | Nigeria under 20                                                                | Mondiali Under-20 2013 - 1º turno                                               | -                                                                               | 64’ 66’                                                                         |
| 27-6-2013                                                                       | Turchia                                                                         | Corea del Sud under 20                                                          | 0 – 1                                                                           | Nigeria under 20                                                                | Mondiali Under-20 2013 - 1º turno                                               | -                                                                               |                                                                                 |
| 2-7-2013                                                                        | Turchia                                                                         | Nigeria under 20                                                                | 1 – 2                                                                           | Uruguay under 20                                                                | Mondiali Under-20 2013 - Ottavi                                                 | -                                                                               |                                                                                 |
| Totale                                                                          |                                                                                 | Presenze                                                                        | 4                                                                               |                                                                                 | Reti                                                                            | 0                                                                               |                                                                                 |

## Palmarès

### Club

#### Competizioni nazionali
- Druga slovenska nogometna liga: 1

Bravo: 2018-2019